# Cynarospermum
Cynarospermum là chi thực vật có hoa trong họ Acanthaceae.